# Bartne
Bartne (prononciation : [ˈbartnɛ]), également connue sous le nom rusyn et ukrainien de Bortne (rusyn : Бортне; ukrainien : Бортне), est une localité polonaise de la gmina de Sękowa, située dans le powiat de Gorlice en voïvodie de Petite-Pologne.